# فرانک فابرا
فرانک یوستی فابرا پالاسیوس (اسپانیایی: Frank Yusty Fabra Palacios‎؛ زادهٔ ۲۲ فوریهٔ ۱۹۹۱) بازیکن فوتبال اهل کلمبیا است.

## باشگاهی
از باشگاه‌هایی که در آن بازی کرده‌است می‌توان به دیپورتیوو کالی و بوکا جونیورز اشاره کرد.

## تیم ملی
وی همچنین در تیم ملی فوتبال کلمبیا بازی کرده‌است.